# Docklands Stadium
Docklands Stadium è un impianto sportivo australiano di Melbourne, capitale dello Stato di Victoria.
Benché multifunzione, è dedito principalmente al football australiano fin dalla sua inaugurazione; dal 2004 ospita regolarmente incontri di calcio di club e, dal 2011, anche di cricket.
Annunciato nel 1996 e realizzato tra il 1997 e il 1999 con capitali privati, fu inaugurato nel 2000.
Fu ceduto nel 2016 all'Australian Football League, organismo di governo del football australiano nel Paese.
In ambito internazionale fu una delle sedi della Coppa del Mondo di rugby 2003 e, ancora nel rugby a 15, vide di scena in due occasioni uno dei test match delle serie tra Australia e i British Lions, nel 2001 e nel 2013; nel rugby a 7 ospitò altresì il relativo torneo dei Giochi del Commonwealth del 2006 nonché un incontro della Coppa del Mondo di rugby a 13 2008.
Relativamente al calcio, inoltre, ospitò una gara di qualificazione al campionato mondiale 2018 della formazione australiana contro il Giappone.
La sua capienza è variabile e le affluenze massime per tipologia d'evento hanno variato da 77327 in occasione di un concerto nel 2017 a 44316 spettatori per un incontro di cricket nel 2018.
Dal 2016 è noto com il nome commerciale di Marvel Stadium a seguito di accordo commerciale con la società statunitense Marvel Entertainment.
In precedenza fu noto come Colonial Stadium, Telstra Dome ed Etihad Stadium.

## Storia
L'idea di un nuovo stadio nel quartiere di Docklands era sorta in seno al consiglio comunale di Melbourne a metà degli anni novanta del XX secolo nell'intento di superare l'esistente Waverley Park il quale, a dispetto del fatto di essere relativamente nuovo (era stato inaugurato nel 1970) non era mai riuscito a soddisfare le esigenze del pubblico e dell'Australian Football League, proprietaria di tale impianto.
Le linee guida della municipalità circa la realizzazione del nuovo stadio erano state esplicitate nel capitolato d'appalto che prevedeva una proprietà privata per l'impianto, una capienza di circa 52000 posti, utilizzo multiplo per cricket e sport con la palla, alto livello tecnologico con tetto meccanicamente retraibile e spostamento dei sedili con motori idraulici per adeguare la capienza agli eventi in programma.

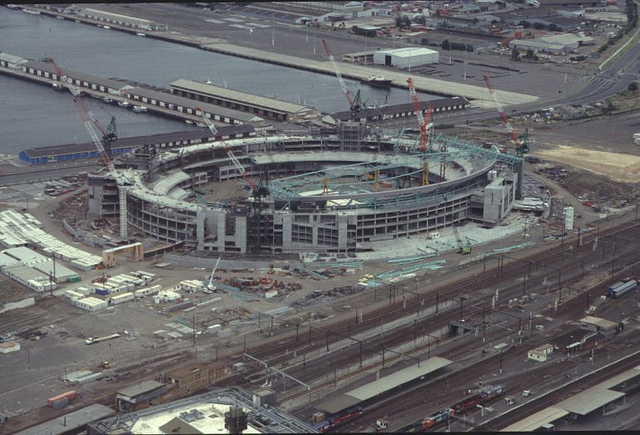
Una fase di costruzione dello stadio a natale 1998

Il progetto, affidato agli studi d'architettura Populous, Daryl Jackson e Bligh Lobb Sports Architecture, fu realizzato dal contraente generale Baulderstone Hornibrook su commissione del consorzio d'imprese Seven Network, proprietario del nascituro impianto originariamente noto con il nome di fabbrica di Victoria Stadium; prima ancora dell'apertura, tuttavia, quando già era stato battezzato Docklands Stadium, Seven Networks cedette per dieci anni a partire dal 1999 i diritti di naming al gruppo finanziario Colonial State Bank a fronte di corrispettivo di 50 milioni di dollari e opzione per ulteriori 5 anni con un esborso complessivo di 75 milioni.
L'inaugurazione dell'impianto, benché non ancora completato, avvenne il 9 marzo 2000 con un incontro di football australiano tra la formazione di casa dell'Essendon e il Port Adelaide: davanti a 43012 spettatori Essendon vinse 156-62 e, già una settimana più tardi, si tenne a Docklands il primo incontro con il tetto chiuso, tra Western Bulldogs, altro club tenutario dell'impianto, e il Brisbane.
Nel luglio di un anno più tardi lo stadio ospitò il suo primo incontro internazionale, il secondo test match della serie 2001 tra le formazioni di rugby a 15 dell'Australia e dei visitatori dei British Lions; gli Wallabies vinsero l'incontro 35-14 davanti a più di 56000 spettatori con tetto chiuso, vista la stagione invernale australe e, nel 2002, l'International Rugby Football Board assegnò all'Australia l'organizzazione della Coppa del Mondo di rugby 2003.
Il comitato organizzatore del torneo incluse Docklands tra le sedi destinate ad accogliere la manifestazione, nel corso della quale fu teatro di cinque partite della fase a gironi più due quarti di finale, tra Nuova Zelanda e Sudafrica e tra Francia e Irlanda.
A quella data lo stadio aveva cambiato nome commerciale perché Colonial State Bank, nel frattempo acquistata dal gruppo Commonwealth Bank, aveva ceduto i propri diritti alla società australiana di telecomunicazioni Telstra per il rimanente periodo di concessione; dal 1º ottobre 2002 lo stadio aveva assunto il nome di Telstra Dome.
Nel 2006 fu di scena a Docklands il torneo di rugby a 7 ai diciottesimi giochi del Commonwealth, vinto dalla Nuova Zelanda in finale sull'Inghilterra.
Il 18 febbraio 2017 lo stadio ospitò la finale della A-League 2006-07 di calcio tra Adelaide City e il Melbourne Victory, uno degli usufruttuari del Docklands; la vittoria arrise ai padroni di casa per 6-0 e il club, fondato appena tre anni prima, si laureò campione nazionale per la prima volta davanti a un'affluenza record per il calcio di club di 55436 spettatori.
Anche il rugby a 13 internazionale fu accolto a Docklands: avvenne in occasione della Coppa del Mondo 2008, quando lo stadio ospitò un incontro della fase a gironi tra l'Australia e l'Inghilterra, terminato in una vittoria dei padroni di casa per 52 a 4 davanti a 36297 spettatori.
In prossimità della scadenza dei diritti di naming di Telstra la società di gestione dello stadio concluse un accordo quinquennale di naming, successivamente rinnovato, con la compagnia aerea emiratina Etihad Airways a seguito del quale Docklands assunse dal 1º marzo 2009 il nome commerciale di Etihad Stadium.
Nel 2011 Docklands divenne il terreno interno del neonato club di cricket del Melbourne Renegades, ivi presente dal 2015 anche con la formazione femminile; nel 2016 il contratto di utilizzo fu prorogato per ulteriori 5 anni fino al 2021.
A ottobre 2016 l'Australian Football League rilevò la proprietà dello stadio per 200 milioni di dollari; benché in base agli accordi di fondazione della struttura l'AFL avrebbe dovuto subentrare nella sua proprietà dal 2025, l'organismo di gestione del football australiano decise di anticiparne la presa in carico al fine di farne l'hub della disciplina a Melbourne.
A maggio 2018 l'AFL cedette i diritti di naming alla filiale australiana della Walt Disney che dal 1º settembre successivo rinominò l'impianto Marvel Stadium, dal nome di Marvel Entertainment, una delle aziende detenute dal gruppo statunitense.

## Caratteristiche
Lo stadio vanta la caratteristica di essere il primo impianto sportivo a tetto richiudibile dell'emisfero australe; anche a tetto aperto, comunque, il 98% per cento del pubblico è protetto contro la pioggia.

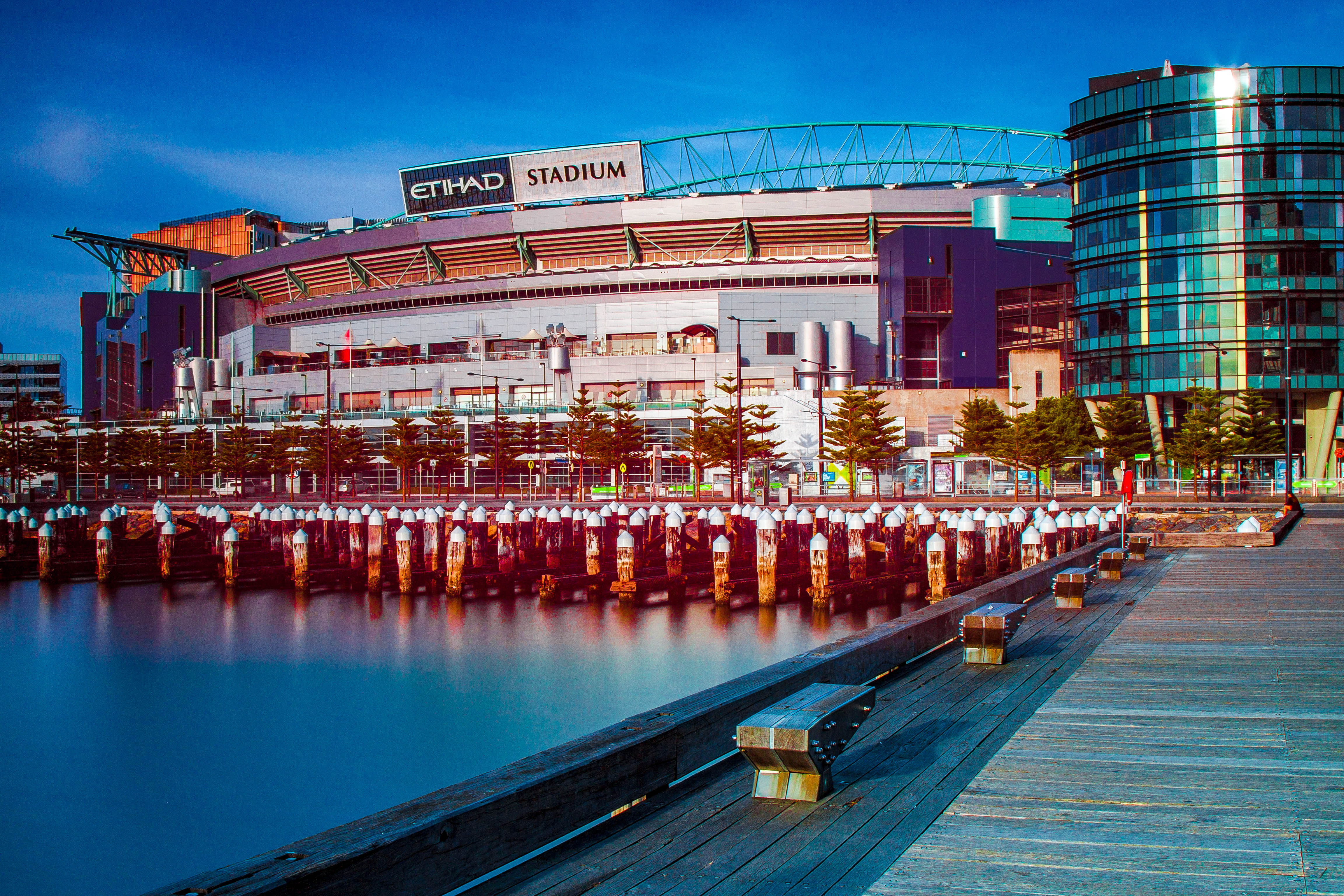
Vista serale dello stadio all'epoca con marchio Etihad

Il settore VIP dello stadio è dotato di sedili con display installati nei braccioli capaci di proporre allo spettatore, grazie agli 8 canali visualizzati, replay delle azioni, film, statistiche sui giocatori, notizie e altro.
Tutto lo stadio dispone di copertura di rete Wi-Fi.
I settori di posti più prossimi al campo di gioco sono semoventi tramite trazione idraulica, grazie alla quale si può modificare la forma del terreno di gioco in ellittica per gli incontri di football australiano e cricket e rettangolare per quelli di calcio e rugby (sia a XIII che a XV).
Il design dell'impianto fu a cura degli studi di architettura Populous, Daryl Jackson Plc e Bligh Lobb Sports Architecture (oggi BVN).
Il committente fu un consorzio privato di imprese facenti capo al gruppo editoriale Seven Network e in cui parteciparono anche l'Australian Football League e diversi club di Melbourne; i lavori furono affidati al general contractor  Baulderstone Hornibrook mentre l'expertise di ingegneria per il tetto richiudibile fu fornito da COVA per il progetto delle strutture mobili e della realizzazione del loro controllo elettromeccanico e da SRG Global per la messa in opera delle due paratie scorrevoli in acciaio delle dimensioni di 168 × 52 m e del peso di 1200 t ciascuna.
La chiusura completa del tetto richiede circa 20 minuti.
Il campo è in erba naturale prodotto da HG Sports Turf; le sue dimensioni massime sono di 169,5 × 140 m mentre quelle di gioco per partite di football australiano sono 159 × 128 m.
Nell'intento di ridurre l'impatto ecologico della struttura, nel 2008 furono realizzate 17 cisterne per la raccolta d'acqua piovana distribuite sui 40000 m² del tetto per una capacità totale di circa un milione di litri.
Grazie a un sistema idraulico ramificato per circa 1,5 km di tubature, detta acqua è usata per lo scarico delle toilette e l'irrigazione del terreno di gioco, riducendo quindi il fabbisogno da rete idrica cittadina di circa il 25%.
Il costo totale dell'impianto ammontò a 460 milioni di dollari australiani dell'epoca.

### Capacità

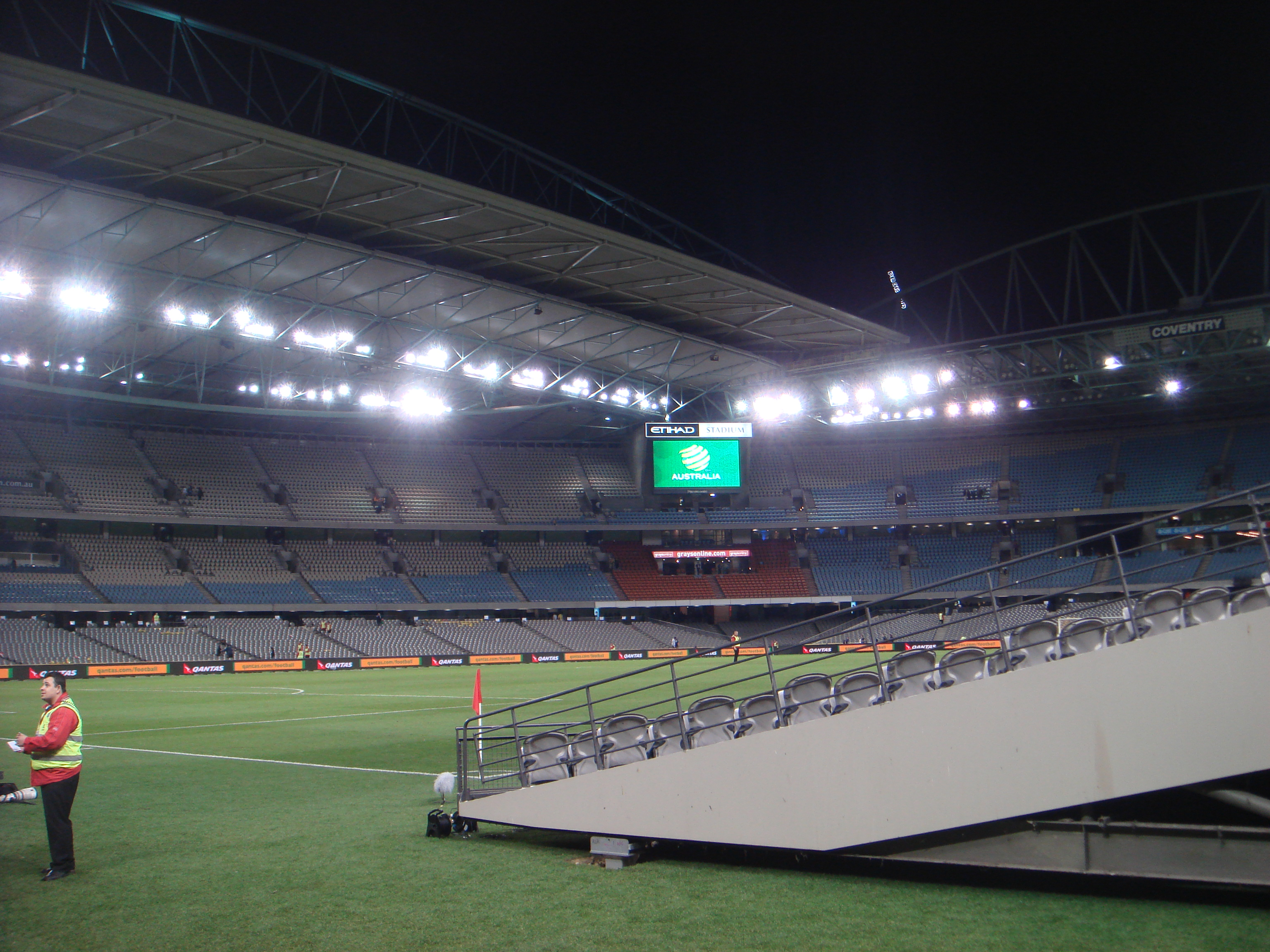
Particolare dei settori mobili dell'impianto

La capacità dell'impianto, come detto, è variabile e si attesta mediamente sui 53000 posti; a seconda delle configurazioni sono state registrate le seguenti affluenze massime per disciplina:
- Calcio:
55436, Melbourne Victory ‒ Adelaide Utd, finale A-League 2006-07, 18 febbraio 2007[13]
- Cricket:
44316, Melbourne Renegades ‒ Melbourne Stars, 12 gennaio 2018
- Football australiano:
54444, St Kilda ‒ Geelong, 5 luglio 2009
- Rugby a 13:
54833, Nuovo Galles del Sud ‒ Queensland, State of Origin, 5 luglio 2006[24]
- Rugby a 15:
56771 (record), Australia ‒ British Lions, tour dei Lions 2013, 29 giugno 2013[25]

Per quanto riguarda altresì gli eventi non sportivi, si registrano 56743 spettatori al Global Warning Tour di wrestling tenutosi il 10 agosto 2002; 70059 partecipanti al congresso internazionale dei Testimoni di Geova del 19 ottobre 2014 e, record assoluto di presenze nell'impianto, 77237 spettatori il 19 marzo 2017 per il tour Live della cantante britannica Adele.

## Incontri internazionali di rilievo

### Calcio
| Arbitro: | Nawaf Shukralla |

|                    |           |              |
| Jedinak 52’ (rig.) | Marcatori | 5’ Haraguchi |

### Rugby a 13
| Arbitro: | Tony Archer |

|                                                                                 |    |          |
| Slater 5’, 63’, 70’ Inglis 10’, 33’ Laffranchi 37’, 77’ Monaghan 56’ Prince 65’ | mt | 20’ Roby |
| Prince (8)                                                                      | tr |          |

### Rugby a 15
| Arbitro: | Tony Spreadbury |

|                                        |      |                           |
| MacDonald 15’ Mealamu 59’ Rokocoko 72’ | mt   |                           |
| MacDonald 15’                          | tr   |                           |
| MacDonald 13’, 34’, 68’                | c.p. | 14’, 40’, 51’ D. Hougaard |
| Mauger 45’                             | drop |                           |

| Arbitro: | Jonathan Kaplan |

|                                                   |      |                               |
| Magne 2’ Dominici 30’ Harinordoquy 33’ Crenca 48’ | mt   | 53’ Maggs 66’, 80’ O’Driscoll |
| Michalak 2’, 30’, 33’, 48’                        | tr   | 53’, 66’, 80’ D. Humphreys    |
| Michalak 21’, 39’, 42’, 60’, 71’                  | c.p. |                               |

| Arbitro: | Craig Joubert |

|                           |      |                                  |
| Ashley-Cooper 74’         | mt   |                                  |
| Lealiʻifano 74’           | tr   |                                  |
| Lealiʻifano 16’, 23’, 36’ | c.p. | 9’, 27’, 32’, 39’, 62’ Halfpenny |